# Смерть мозку (фільм, 1990)
«Смерть мозку» (англ. Brain Dead) — психологічний фільм жахів-трилер 1990 року режисера Адама Саймона. У головних ролях — Білл Пуллман і Білл Пекстон.

## Синопсис
Провідний нейрохірург Рекс Мартін занурюється в хаотичний кошмар, намагаючись врятувати свій розум від маніякальної корпорації.

## У ролях
| Актор             | Роль                                             |
| ----------------- | ------------------------------------------------ |
| Білл Пуллман      | доктор Рекс Мартін нейрохірург                   |
| Білл Пекстон      | Джим Рестон друг Рекса                           |
| Джордж Кеннеді    | Венс голова корпорації                           |
| Бад Корт          | Джек Голсі геніальний математик                  |
| Патриція Шарбонно | Дана Мартін дружина Рекса                        |
| Ніколас Прайор    | чоловік у кривавому халаті / Рамсен / Ед Конклін |

## Виробництво
Наприкінці 1980-х продюсер Джулі Корман попросила стажерів переглянути кілька сотень старих сценаріїв. Найкращий, який вони знайшли, був написаний Чарльзом Бомонтом для Роджера Кормана в 1960-х роках. Він сподобався режисерові Адаму Саймону, і він оновив його на сучасний лад.
Зйомки почалися 26 квітня 1989 року у Лос-Анджелесі та завершилися 30 вересня. Бюджет фільму $2 млн.